# Forecastle Summit
Der Forecastle Summit (englisch für Backgipfel) ist ein 2040 m hoher Berg im ostantarktischen Viktorialand. In der Convoy Range ragt er als höchste Erhebung der Staten Island Heights in deren nördlichem Abschnitt auf. Von seinem abgerundeten Gipfel bieten sich imposante Ausblicke auf den Fry- und den Benson-Gletscher.
In Anlehnung an die Benennung weiterer Objekte in der Convoy Range, die nach Begriffen aus der Seefahrt benannt sind, benannte eine Mannschaft des New Zealand Antarctic Research Program, die zwischen 1989 und 1990 in diesem Gebiet tätig war, den Berg nach einem bestimmten Typ von Vorderdeck bei Schiffen.